# Laing (Band)

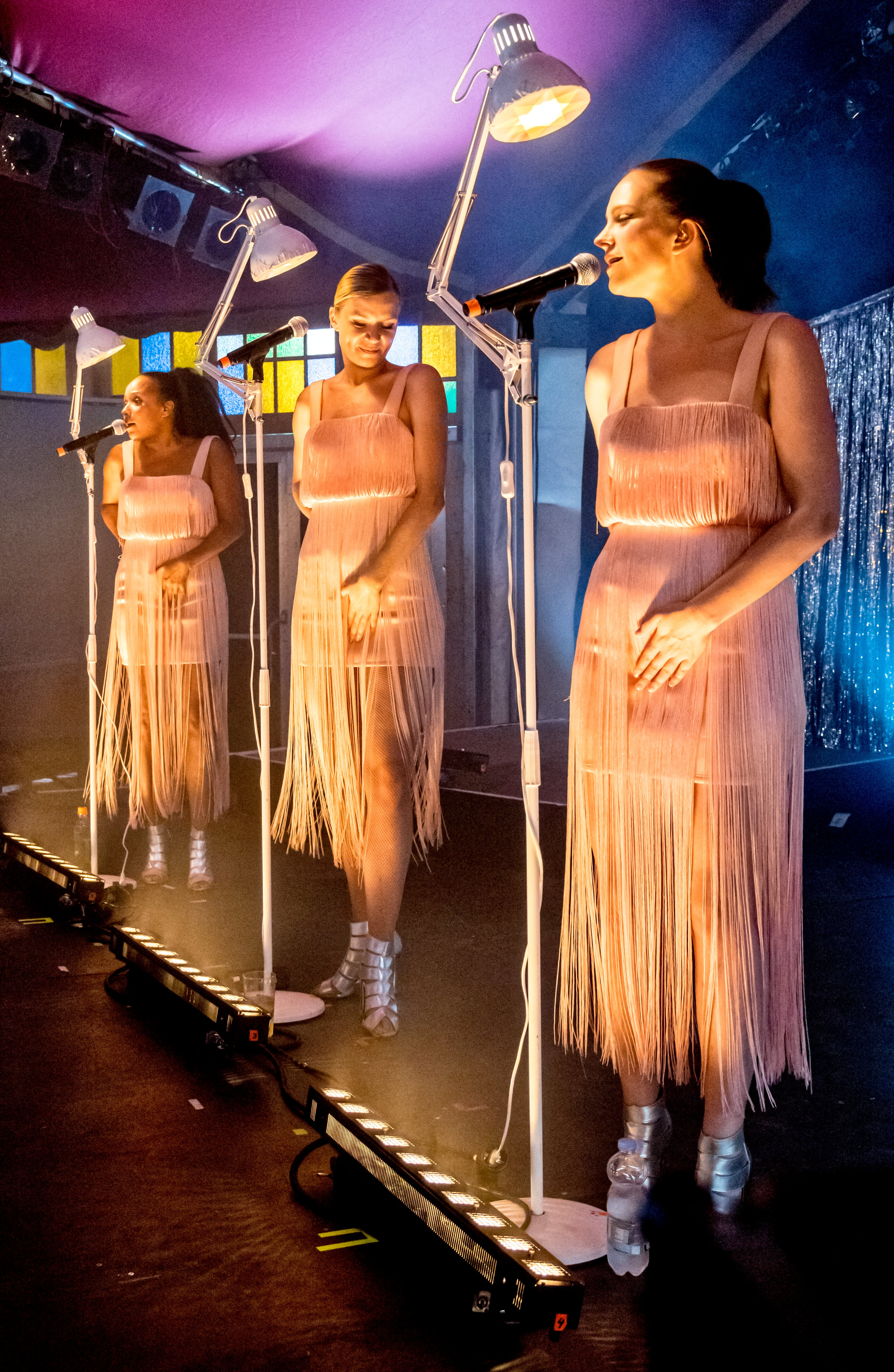
Laing auf dem ZMF 2019 in Freiburg

Laing ist eine Gesangsgruppe aus Berlin, die aus drei Sängerinnen und einer Tänzerin besteht. Leadsängerin, Songwriterin und Produzentin ist Nicola Rost. Ihr Stil ist Elektro-Soul-Pop. Laing selbst bezeichnet ihre Stilrichtung als „Electric Ladysound“. Der Name der Band wurde vom Geburtsnamen der Mutter von Nicola Rost übernommen.

## Besetzung
Gründungsmitglieder waren neben Nicola Rost die Sängerinnen Susanna Berivan und Johanna Marshall sowie die Choreografin und Tänzerin Marisa Akeny. Bei Live-Auftritten wird das Ensemble vom Schlagzeuger Alexander Schildhauer begleitet. Susanna Berivan verließ Laing zugunsten ihrer Solokarriere. Atina Tabé nahm ihren Platz ein. Ab Sommer 2014 sang Larissa Pesch anstelle von Atina Tabé, die die Band verließ, um sich auf ihre Schauspielkarriere zu konzentrieren. Anfang 2018, beim Album Fotogena, stieg Josefine Werner für Larissa Pesch in die Gruppe ein.
2014 sagte Nicola Rost zur Arbeitsweise der Band und zu ihrer Zusammensetzung: „Die Mädels verabschieden sich nach den Konzerten und sind raus. Ich bin die Getriebene, die immer weitermuss.“

## Stil
Laing singt in deutscher Sprache; der Gesang wird von elektronischen Sounds und Beats begleitet. In der Sendung Tonart bei Deutschlandfunk Kultur wurde die Musik von Laing auf dem Album Fotogena als „Electrosoul plus ein bisschen Chanson“ beschrieben. Typisch für die Gruppe sind schwarze Schreibtischlampen an den Mikrofonständern und ein einheitliches Bühnenoutfit.

## Geschichte
Laing vertraten am 28. September 2012 mit ihrem ersten Hit Morgens immer müde das Bundesland Sachsen beim Bundesvision Song Contest 2012 in Berlin und belegten den 2. Platz. Der Titel ist eine Coverversion des Liedes Morgens bin ich immer müde (auf dem Album Ich will keine Schokolade) von Trude Herr aus dem Jahre 1960. Ende November 2012 schaffte es das Lied aufgrund der Verwendung in einem Werbespot erneut in die Charts. Es stieg in die Top 10 der Charts auf; damit war die Bestmarke vom ersten Charteinstieg übertroffen.
Am 5. März 2015 nahmen sie mit den Liedern Zeig deine Muskeln und Wechselt die Beleuchtung an Unser Song für Österreich, dem deutschen Vorentscheid zum Eurovision Song Contest 2015, teil. Die Gruppe schaffte es unter die besten Vier. Nach dem letzten Konzert 2015 bis September 2017 pausierte die Band. Am 7. September 2018 erschien das dritte Album Fotogena.
2021 ging der Song Zeig deine Muskeln über TikTok viral und machte das Lied einer noch breiteren Masse bekannt. Ausgelöst wurde der Trend von dem Account thegeneticone, der sich selbst im Profil als Der BizepsTrizepsMann bezeichnet, indem er zu dem Lied tanzte und seine Muskeln zeigte.

## Galerie
Laing beim deutschen Vorentscheid zum Eurovision Song Contest Unser Song für Österreich (Generalprobe)

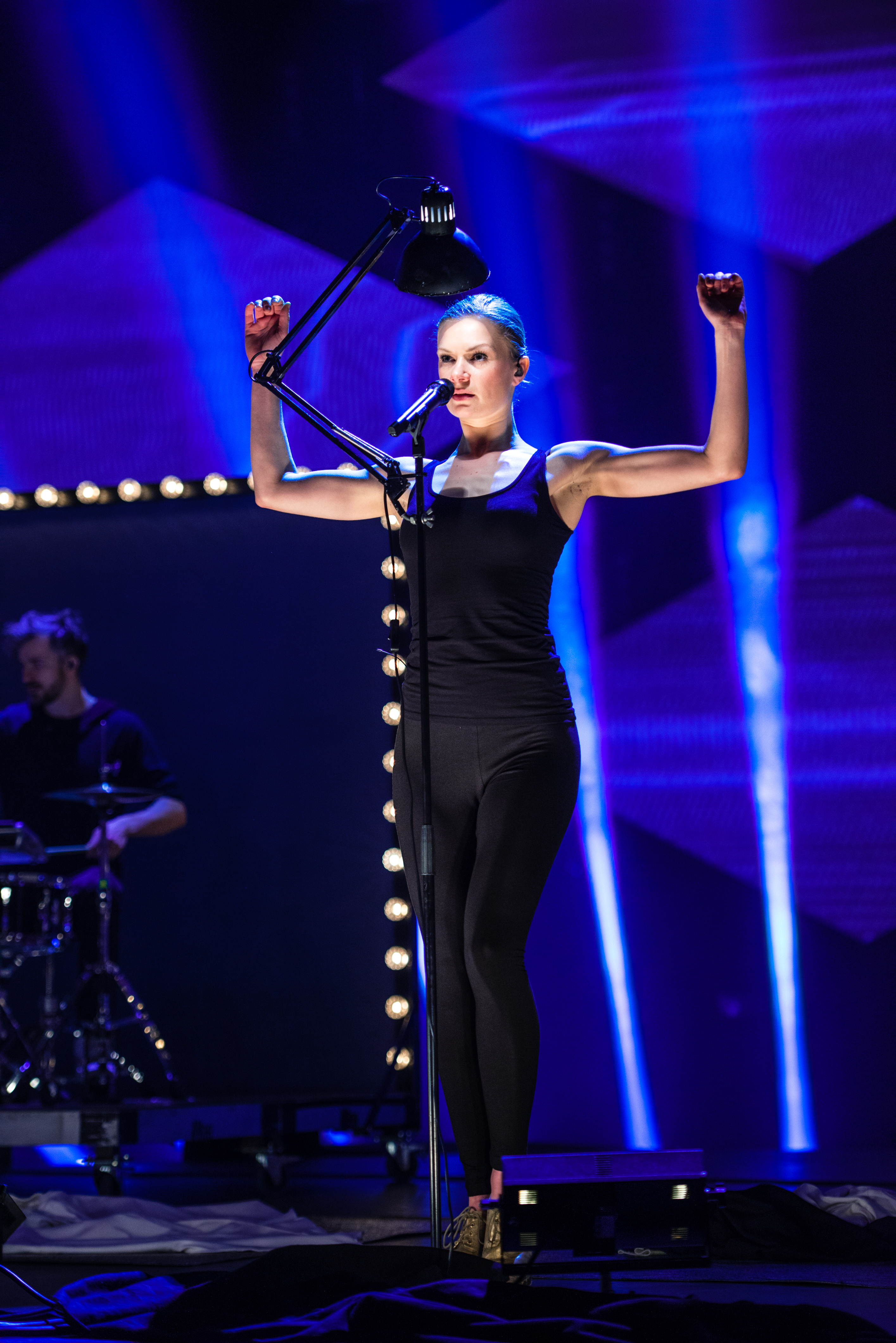
Nicola Rost
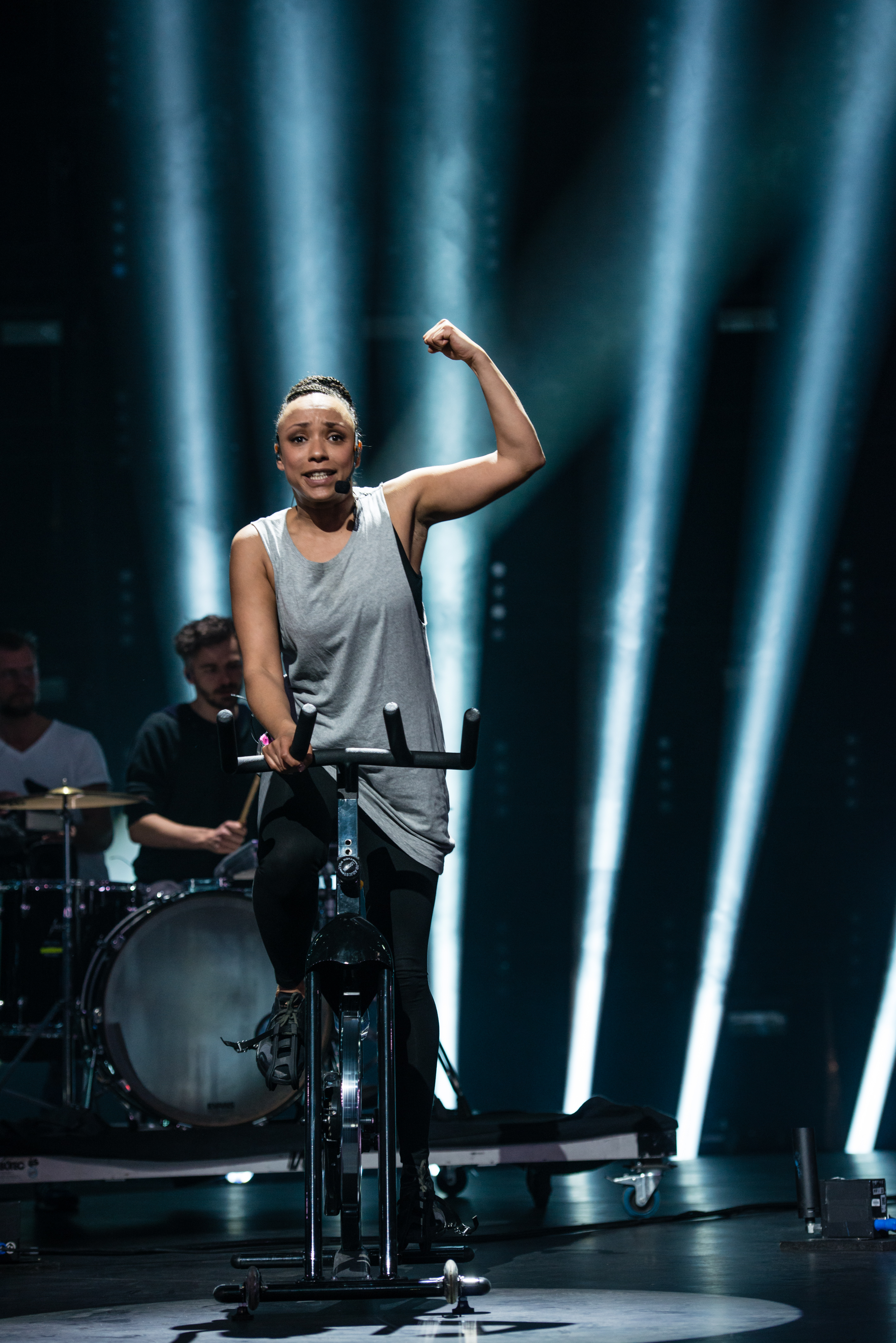
Johanna Marshall
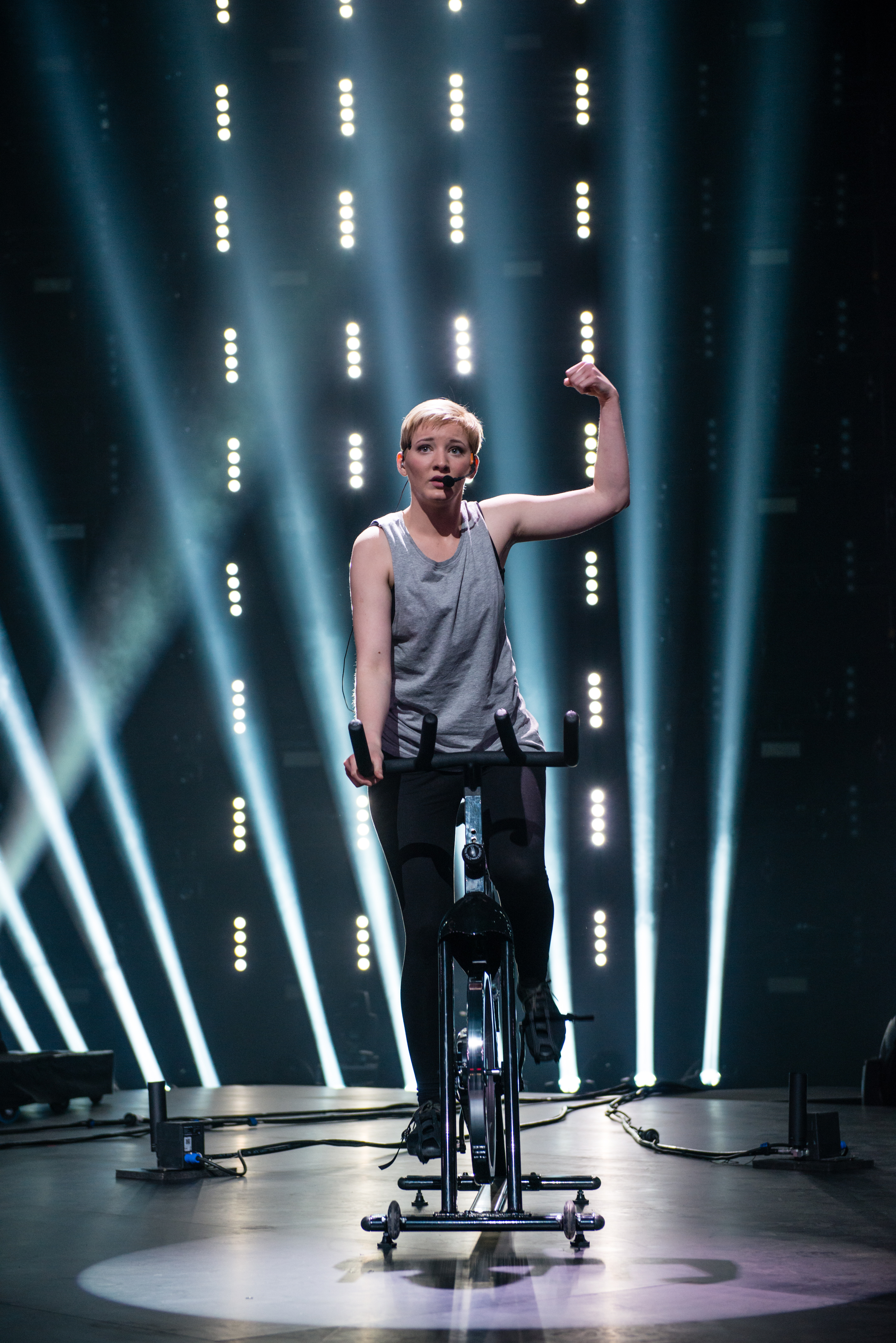
Larissa Pesch
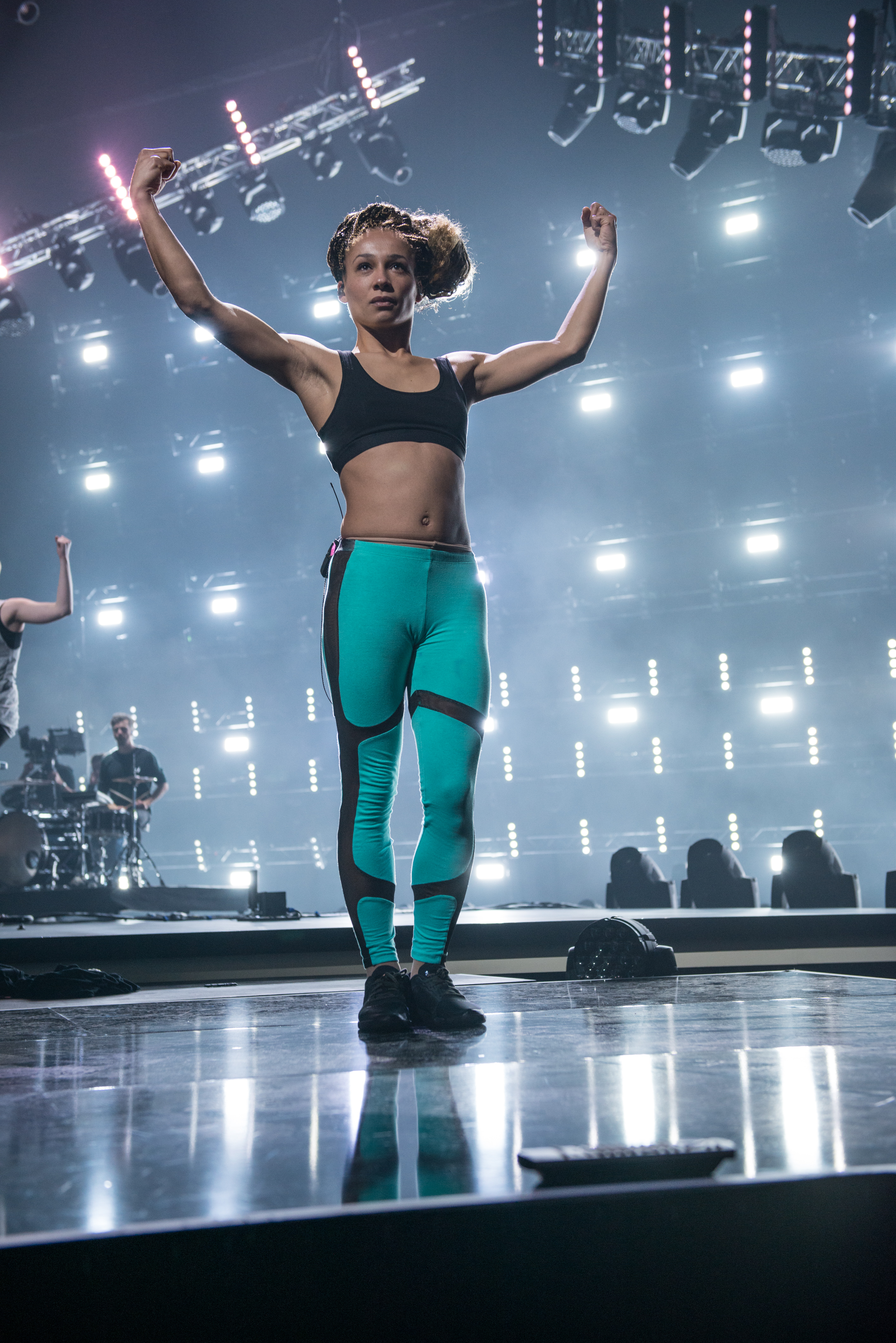
Marisa Akeny
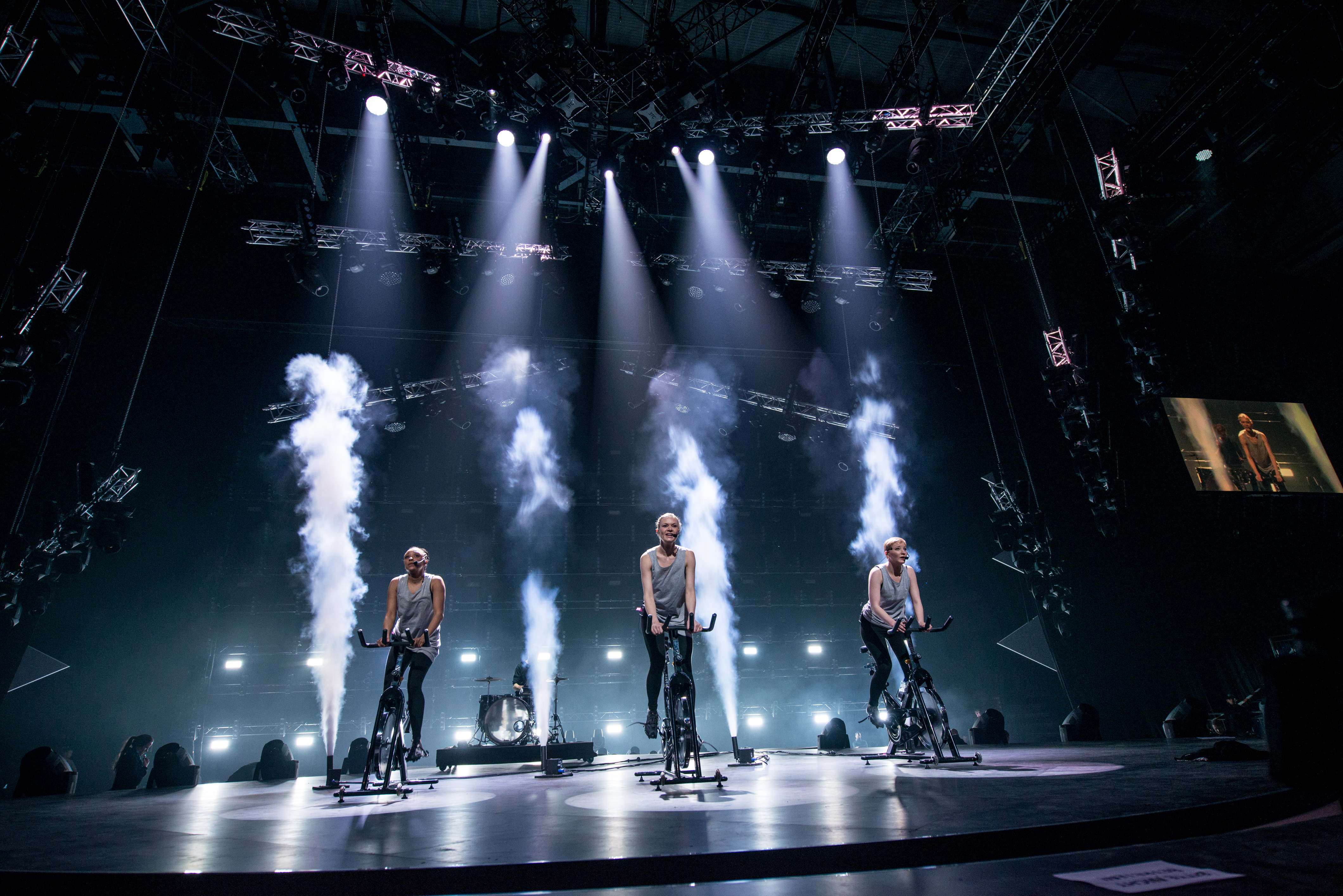
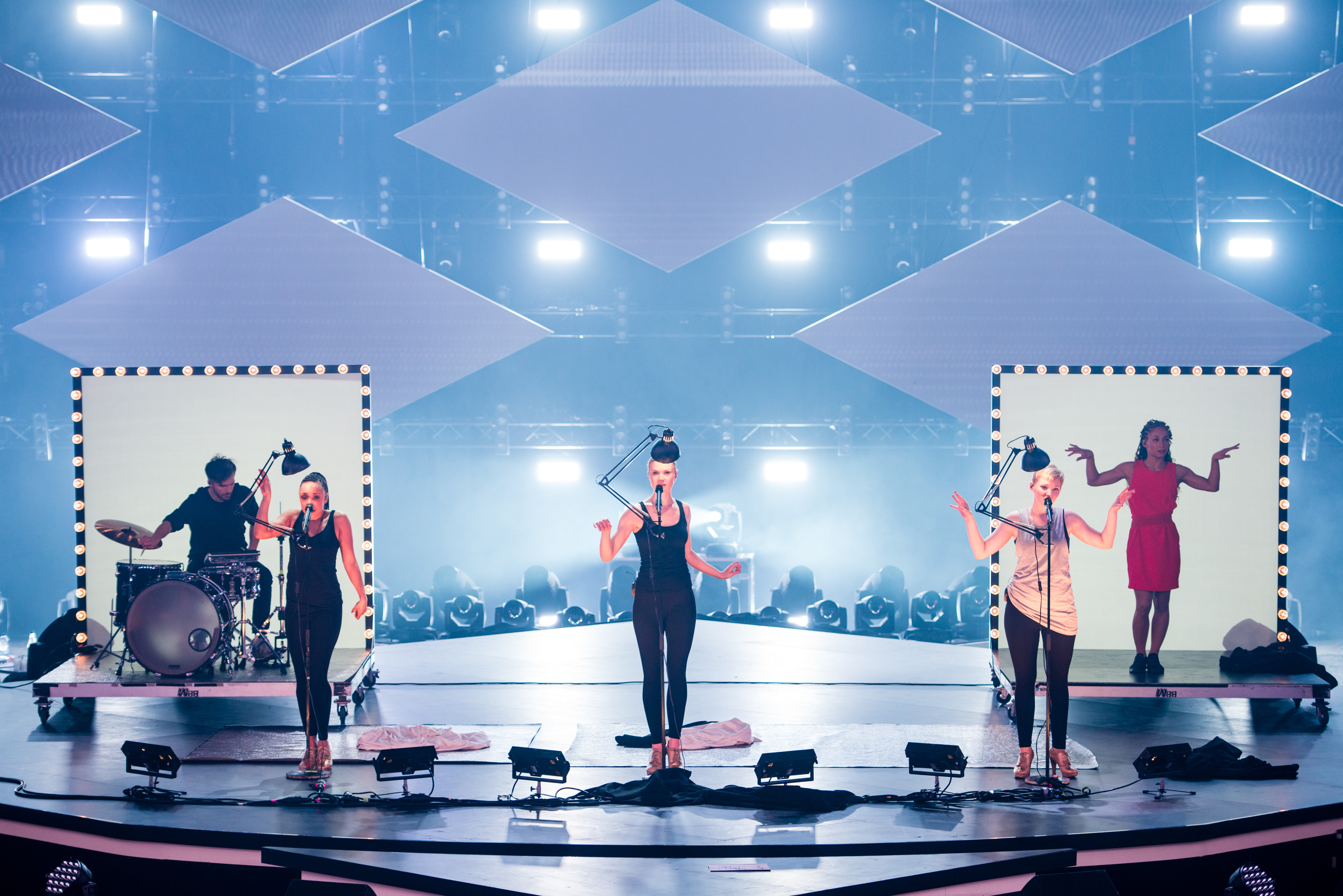

Laing beim Traumzeit-Festival 2013

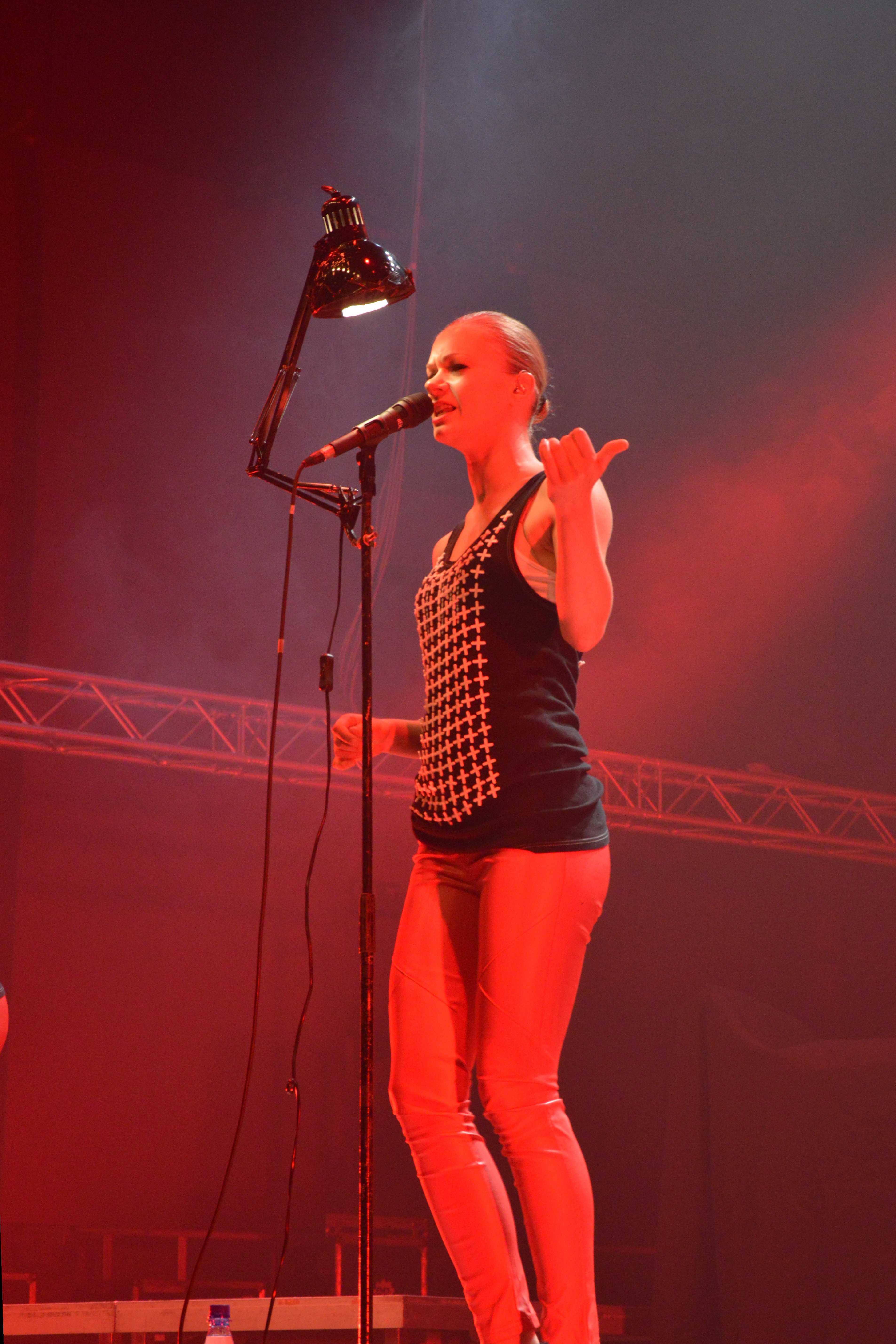
Nicola Rost
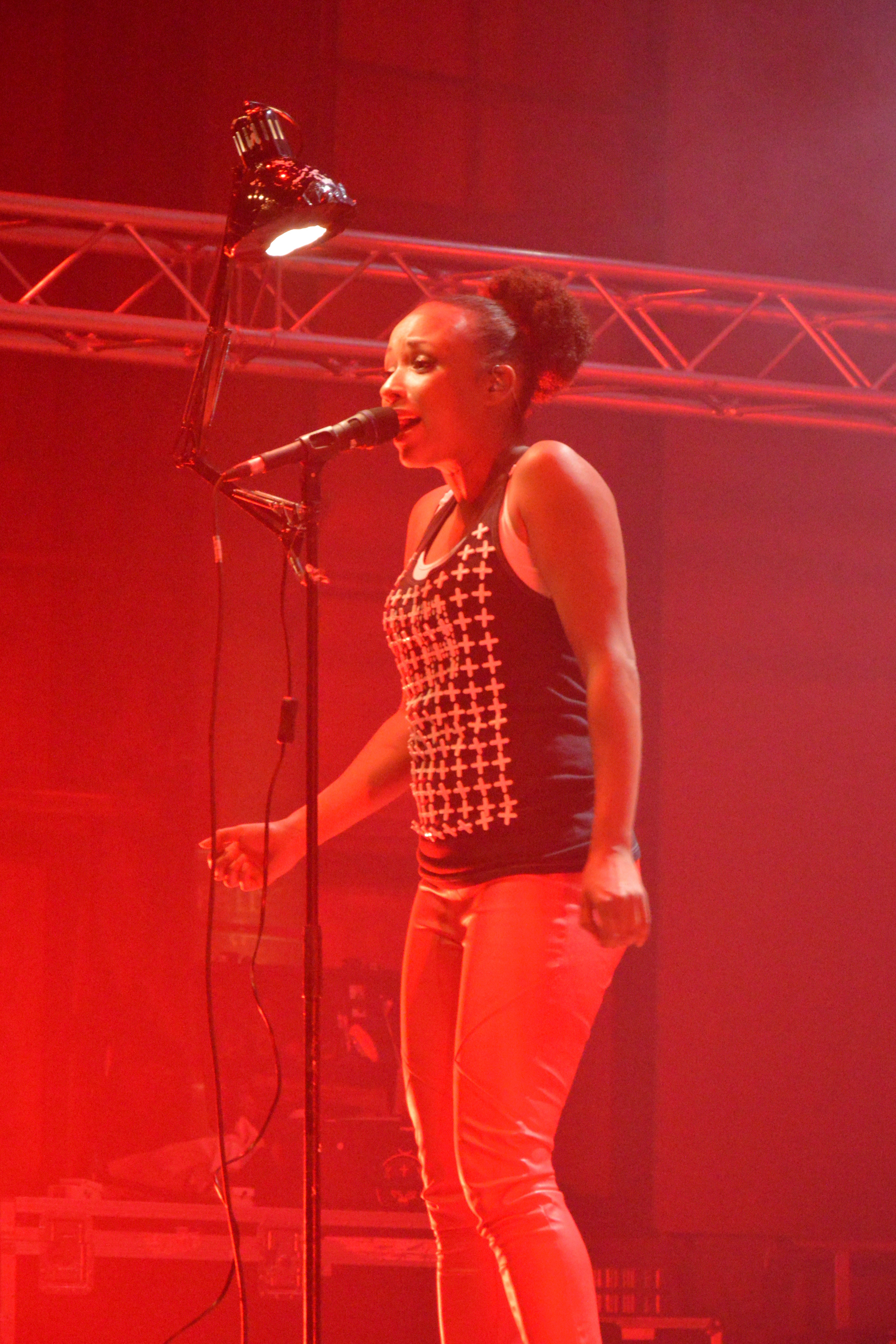
Johanna Marshall
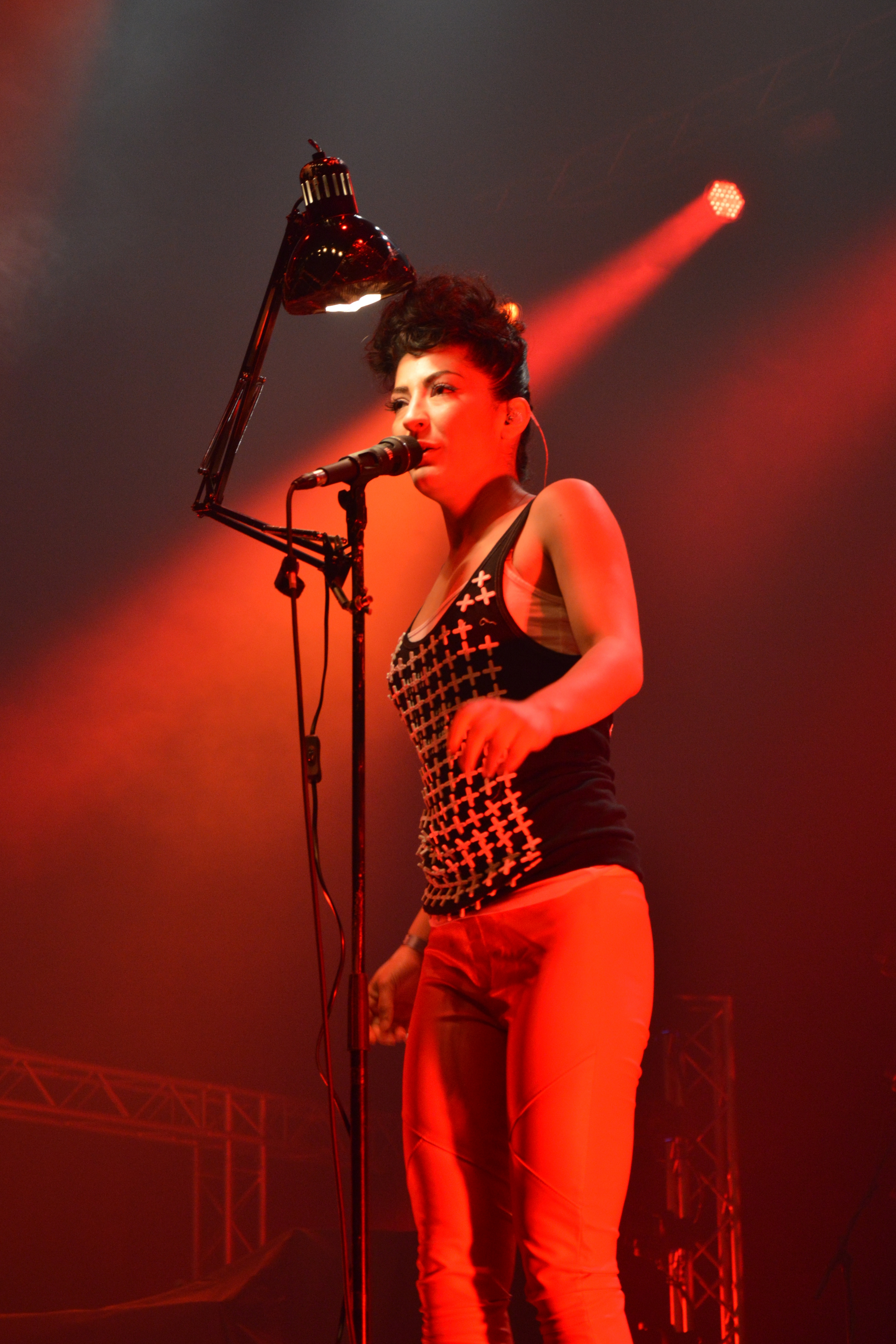
Atina Tabé (ausgeschieden)
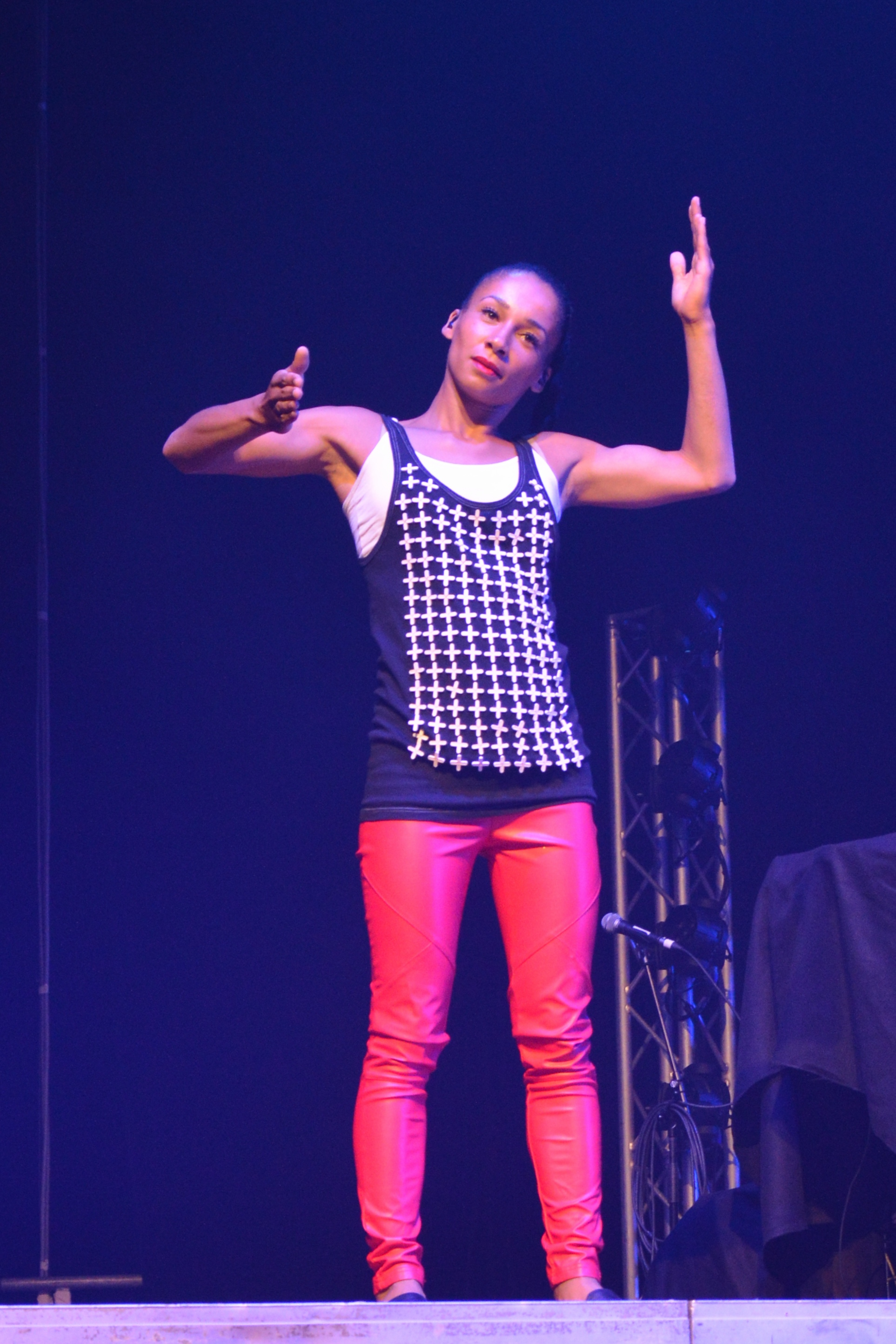
Marisa Akeny

## Diskografie

### Studioalben
| Jahr | Titel                    | Höchstplatzierung, Gesamtwochen, AuszeichnungChartplatzierungen (Jahr, Titel, Platzierungen, Wochen, Auszeichnungen, Anmerkungen) | Höchstplatzierung, Gesamtwochen, AuszeichnungChartplatzierungen (Jahr, Titel, Platzierungen, Wochen, Auszeichnungen, Anmerkungen) | Anmerkungen                              |
| Jahr | Titel                    | DE | AT | Anmerkungen                              |
| ---- | ------------------------ | --- | --- | ---------------------------------------- |
| 2013 | Paradies Naiv            | DE13 (3 Wo.)DE | AT75 (1 Wo.)AT | Erstveröffentlichung: 15. März 2013      |
| 2014 | Wechselt die Beleuchtung | DE27 (2 Wo.)DE | — | Erstveröffentlichung: 12. September 2014 |
| 2018 | Fotogena                 | DE71 (1 Wo.)DE | — | Erstveröffentlichung: 7. September 2018  |

### EPs
- 030 / 577 07 886 (2011)
- Sehnsucht (2011)
- Morgens immer müde (2012)

### Singles
| Jahr | Titel              | Höchstplatzierung, Gesamtwochen, AuszeichnungChartplatzierungen (Jahr, Titel, Platzierungen, Wochen, Auszeichnungen, Anmerkungen) | Höchstplatzierung, Gesamtwochen, AuszeichnungChartplatzierungen (Jahr, Titel, Platzierungen, Wochen, Auszeichnungen, Anmerkungen) | Anmerkungen                              |
| Jahr | Titel              | DE | AT | Anmerkungen                              |
| ---- | ------------------ | --- | --- | ---------------------------------------- |
| 2012 | Morgens immer müde | DE9 Gold · (23 Wo.)DE | AT49 (2 Wo.)AT | Erstveröffentlichung: 28. September 2012 |

### Weitere Singles
- Neue Liebe (2011)
- Sehnsucht (2011)
- Nacht für Nacht (2012)
- Paradies Naiv (2013)
- Mit Zucker (2013)
- Safari (2014)
- Zeig deine Muskeln (2015)
- Nieselregen (2018)[11]
- Du bist dir nicht mehr sicher (2018)[4]